# Lahinja
Lahinja [láhinja] je 33,4 km dolga reka v Beli krajini. Povirje sestavlja več kraških izvirov na koncu neizrazite zatrepne doline med vasmi Knežina, Belčji Vrh in Mali Nerajec. Zaradi majhnega padca ima reka v zgornjem toku precej vijugast tok. Vse pomembnejše pritoke dobiva z leve strani in vsi se začenjajo s kraškimi izviri.
Večji Nerajski potok ali Nerajčica se ji pridruži kmalu po izviru. 
V ozki plitvi strugi teče Lahinja proti severu, pri Dragatušu se vanjo izliva večji pritok Podturnščica, v Črnomlju pa Dobličica. Od izliva Podturnščice teče Lahinja po ozki in do 20 m globoki strugi, s številnimi okljuki. Na enem najlepših okljukov leži grad Gradac. Med Črnomljem in Gradcem nima površinskih pritokov, pod Gradcem pa se vanjo izliva vodnata in hitreje tekoča Krupa. Po sotočju s Krupo zavije Lahinja proti vzhodu in se pri Primostku izliva v Kolpo. 
Njena rečna mreža je nesimetrična, saj večino površinskih pritokov dobiva z leve strani. Sodi v porečje Save.
Celotna reka Lahinja je vključena v omrežje Natura 2000, njen povirni del (od izvira do okljukov pri Pustem Gradcu) pa je tudi zavarovan, in sicer kot Krajinski park Lahinja.

## Ime reke
V Slavi vojvodine Kranjske in ostalih starejših knjigah oz. zapisih je zaslediti, da je reka v preteklosti imela drugačno ime. Takrat se je še imenovala Črnomaljščica.

## Uporaba in onesnaženost
Pred tridesetimi leti (do zgraditve vodovoda) so v vaseh ob reki vaščani pridobivali pitno vodo neposredno iz Lahinje. Vodo so morali pred uporabo prekuhati, saj ni bilo nobene čistilne naprave. Tudi živina se je napajala v Lahinji.
Med drugim je prihajalo do izpustov odpadnih vod (klavnica v Črnomlju) in deloma fekalnih vod neposredno v Lahinjo. Šele v sedemdesetih letih (1974) dvajsetega stoletja so v različnih vaseh, na primer Gradcu pričeli graditi vodovod.
Čeprav se je čistoča reke po zgraditvi čistilne naprave v mestu Črnomelj v letu 1994-1996 vsaj na videz izboljšala, nekateri krajani še vedno uporabljajo reko za divje smetišče oziroma odlagališče odpadkov. Čistilna naprava v Črnomlju ima zmogljivost 4500 populacijskih enot.

## Galerija
- Izvir Lahinje pri Belčjem vrhu
- Izvir Lahinje pri Belčjem vrhu
- Reka Lahinja pri vasi Pusti Gradec
- Lahinja pri Butoraju - most do vasi Zorenci
- Lahinja v Črnomlju
- Sotočje Lahinje in Dobličice v Črnomlju
- Lokvanji na Lahinji (pod gradaškim gradom)